# Saxifraga kumaunensis
Saxifraga kumaunensis är en stenbräckeväxtart som beskrevs av Adolf Engler. Saxifraga kumaunensis ingår i Bräckesläktet som ingår i familjen stenbräckeväxter. Inga underarter finns listade i Catalogue of Life.